# Nouvelles Conférences d'introduction à la psychanalyse
Nouvelles Conférences d'introduction à la psychanalyse (en allemand : Neue Folge der Vorlesungen zur Einführung in die Psychoanalyse) est un ouvrage de Sigmund Freud publié en 1933, conçu par son auteur  pour venir à la suite de son Introduction à la psychanalyse (Conférences d'introduction à la psychanalyse, 1915-1917). De ce fait, la première des Nouvelles conférences est numérotée XXIX, la septième et dernière est la XXXVe conférence.
La trente et unième conférence, où il est beaucoup question du Moi d'après l'instauration de la seconde topique, contient la fameuse formule freudienne Wo Es war, soll Ich werden (« Là où était du Ça, doit advenir du Moi », selon l'une de ses traductions). La trente-troisième conférence sur « La féminité » aura, comme l'écrit Alain de Mijolla, « fait couler beaucoup d'encre ». La trente-cinquième conférence  « Sur une Weltanschauung », peut-être la plus célèbre,  se termine sur la prise de position de Freud déclarant nettement que « la psychanalyse n'est pas et ne peut pas être une conception du monde », parce qu'elle est « édifiée sur la science ». 

## Histoire du livre

Sigmund Freud (1856-1939)

Dans le contexte historique de l'année 1932, où la situation financière du monde est ébranlée à la suite de la Première Guerre mondiale et de la crise économique des États-Unis, l'Internationaler Psychoanalytischer Verlag (la maison d'édition fondée par Freud en 1918 ) se trouve menacé . Freud fait appel à l'aide des sociétés psychanalytiques et crée un Comité international de gestion en septembre 1932, au moment du XIIe Congrès psychanalytique international, à Wiesbaden. Mais surtout, dès le printemps, il s'est mis à la rédaction d'une « suite » à l'ouvrage apparaissant dans le monde entier comme « la plus populaire de ses productions, l' Introduction à la psychanalyse » de 1916-17. Les Nouvelles conférences d'introduction à la psychanalyse,  que, cette fois, Freud ne pourra pas prononcer en public en raison de sa maladie, sont achevées à la fin du mois d'août 1932 et « mises en vente dès le 6 décembre, malgré la date de  1933 de leur copyright ».
Alors qu'avec les conférences de 1916-1917, Freud revenait sur l'avancée de la psychanalyse dans son histoire depuis ses débuts jusqu’à 1915, les Nouvelles conférences sont pour lui l’occasion d'une mise à jour de la théorie depuis les apports postérieurs au « tournant des années 1920 ». Selon Jean-Michel Quinodoz, « l’ouvrage de 1932 constitue ainsi pour Freud une façon de tourner une nouvelle page, la page d’une vie qui approche de la fin ».

## Éditions
(D'après la notice des OCF.P :) 
Première parution : 
- 1933 : Neue Folge der Vorlesungen zur Einführung in die Psychoanalyse, Vienne, Internationaler Psychoanalytischer Verlag.

Autres éditions allemandes :
- 1934 : Gesammelte Schriften, t. XII, p. 149-345.
- 1940 : Gesammelte Werke, t. XV.
- 1975 : Studienausgabe, t. I. p. 447-608.

Traduction anglaise :
- 1964 : Standard Edition, t. XXII, p. 5-182 : New Introductory Lectures on Psycho-Analysis.

Traductions françaises :
- 1936 : Nouvelles conférences sur la psychanalyse, traduit par Anne Berman, Paris, Gallimard [lire en ligne].
- 1984 : Nouvelles conférences d'introduction à la psychanalyse, traduit par Rose-Marie Zeitlin, Paris, Gallimard.
- 1995 : Nouvelle Suite des leçons d'introduction à la psychanalyse avec une préface de Freud datée de l'été 1932 à Vienne, traduit par Janine Altounian, André Bourguignon, Pierre Cotet, Alain Rauzy, Rose-Marie Zeitlin, dans OCF.P vol.  XIX : 1931-1936, Paris, PUF, p. 83-268  (ISBN 2 13 047055 6).

## Les septNouvelles Conférences

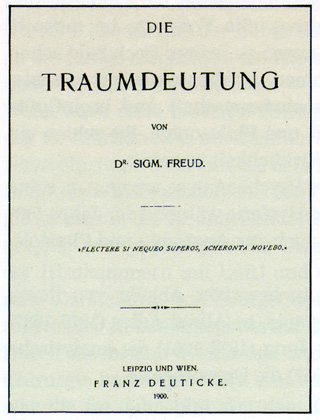
Dans la première des sept Nouvelles Conférences, Freud revient sur L'Interprétation du rêve.

Faisant suite aux Conférences d'introduction à la psychanalyse prononcées et publiées entre 1915 et 1917, la première des Nouvelles Conférences est numérotée XXIX, et la dernière XXXV. Elles s'intitulent dans l'ordre :
- XXIXe conférence : « Révision de la théorie du rêve »
- XXXe conférence : « Rêve et occultisme »
- XXXIe conférence : « La décomposition de la personnalité psychique »
- XXXIIe conférence : « Angoisse et vie pulsionnelle »
- XXXIIIe conférence : « La féminité »
- XXXIVe conférence : « Éclaircissements, applications, orientations »
- XXXVe conférence : « Sur une Weltanschauung »[6].

### La vingt-neuvième conférence: «Révision de la théorie du rêve»
Selon Alain de Mijolla, elle apporte seulement comme éléments nouveaux par rapport à L'Interprétation du rêve l'affirmation qu'on ne peut pas interpréter tous les rêves et une atténuation de la thèse fondamentale de la Traumdeutung selon laquelle le rêve est une « réalisation de désir » : est prise en compte désormais la répétition dans les névroses traumatiques ou dans la reproduction de scènes pénibles de l'enfance. Élisabeth Roudinesco et Michel Plon insistent sur le retour de Freud dans la première de ses Nouvelles Conférences à sa théorie du rêve avec laquelle, comme il le souligne, la psychanalyse a conquis « une portion de terre nouvelle, gagnée sur la croyance et la mystique ».

### La trentième conférence: «Rêve et occultisme»
Le sujet est « litigieux entre tous » eu égard à « tous les arguments qui doivent faire douter un esprit scientifique de l'existence de la transmission télépathique », transmission que Freud a néanmoins pu observer et dont il donne « quelques exemples d'observations, qui l'ont troublé, entre autres celle de Vorsicht/Forsyth » ; il recommande en conséquence de « penser avec plus de bienveillance à la possibilité objective de la transmission de pensée et par là même aussi à la télépathie ». Il avait déjà abordé ce sujet à deux reprises dans les années 1920,, et il s'agit pour lui de « procéder avec les phénomènes occultes comme avec n'importe quel objet de la science, et d'abord d'établir leur existence pour tenter ensuite de les expliquer ».

### La trente et unième conférence: «La décomposition de la personnalité psychique»

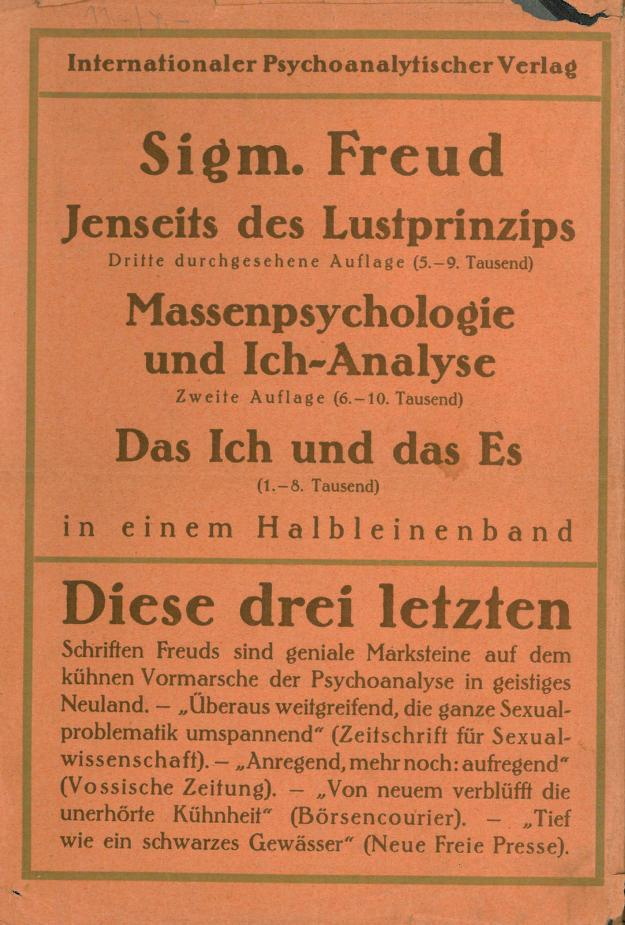
La XXXIe conférence reprend les thèses développées dans les grands ouvrages des années 1920.

D'après Élisabeth Roudinesco et Michel Plon, cette troisième des Nouvelles Conférences, où il est surtout question de la nouvelle conception du moi, constitue « une mise au point définitive et magistrale des thèses qui ont été développées dans les grands ouvrages des années 1920, Au-delà du principe de plaisir et Le Moi et le Ça notamment ». Depuis l'instauration de la deuxième topique, la recherche théorique psychanalytique met l'accent « sur le Moi, l'importance du Surmoi, l'abandon de l'instance “Inconscient” au profit du caractère « inconscient » reconnu à d'autres secteurs de la personnalité, et son remplacement par l'instance du Ça ».

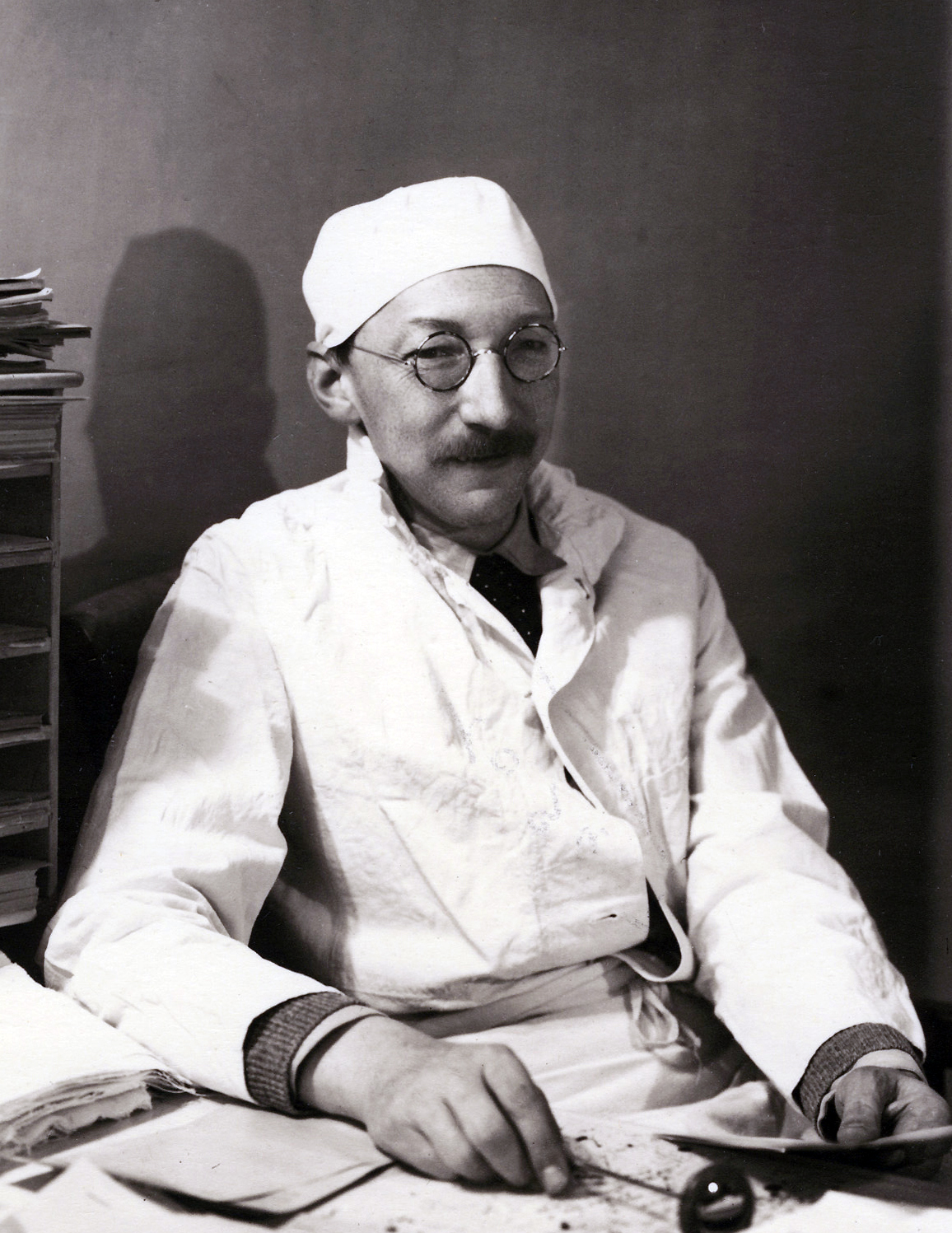
En 1928-1929, la traduction de Es et de Ich donne lieu à des débats de la « Commission linguistique pour l’unification du vocabulaire psychanalytique français » dirigée par Édouard Pichon.

#### «Wo Es war, soll Ich werden»
Alain de Mijolla cite Freud concluant la trente et unième conférence sur « les efforts thérapeutiques de la psychanalyse [...]. Leur intention est en effet de fortifier le moi, de le rendre plus indépendant du Surmoi, d'élargir son champ de perception et de consolider son organisation de sorte qu'il puisse s'approprier de nouveaux morceaux du Ça. Là où était du Ça, doit advenir du Moi [ “Wo Es war, soll Ich werden”]. Il s'agit d'un travail de culture, un peu comme l'assèchement du Zuiderzee ».
Dans les années 1920 et 1930, la traduction de Wo Es war, soll Ich werden donne lieu à des débats. D'après l'article de Cyrille Doloro « Wo Es war… de Freud à Lacan, en passant par Pichon », une lecture croisée des débats de la « Commission linguistique pour l’unification du vocabulaire psychanalytique français » (1928-1929) dirigée par Édouard Pichon, et des diverses traductions de la formule Wo Es war, soll Ich werden, « permet d’éclairer la réception de Freud en France, entre une tradition philosophique cartésienne, des enjeux linguistiques antigermaniques, et leurs conséquences toujours à l’œuvre dans notre conception du sujet en psychanalyse ».

### La trente-deuxième conférence: «Angoisse et vie pulsionnelle»
Freud y décrit la nouvelle théorie  exposée en 1926 dans Inhibition, symptôme et angoisse : ce n'est pas le refoulement qui crée l'angoisse, mais c'est l'angoisse, « siégeant dans le seul Moi », qui crée le refoulement. Selon Roudinesco et Plon, il distingue trois formes d'angoisse : l'angoisse réelle (correspondant à la dépendance du moi vis-à-vis du monde extérieur), l'angoisse névrotique (résultant du moi à l'égard du ça), l'angoisse morale (produite par la relation du moi avec le surmoi). De Mijolla précise de son côté que de plus, pour Freud qu'il cite, « une situation pulsionnelle redoutée remonte, au fond, à une situation de danger extérieur » : il s'agit du danger de la Hilflosigkeit, l'état d'impuissance à s'aider soi-même du premier âge ; vient ensuite le danger de castration à la phase phallique, puis l'angoisse devant le Surmoi à la phase de latence. La conférence se termine par un exposé de la « théorie des pulsions » dont Freud dit qu'elle est « pour ainsi dire notre mythologie » : il brosse alors un « nouveau tableau de l'opposition et du mélange des pulsions sexuelles, l'Éros, et des pulsions d'agression », soit pour celles-ci, et comme il l'écrit, « d'une pulsion de mort qui ne saurait être absente d'aucun processus de vie ».

### La trente-troisième conférence:  «La féminité»
Ainsi que l'écrit A. de Mijolla, « la trente-troisième conférence, consacrée à “La féminité”, a fait couler beaucoup d'encre ». Le « mystère de la femme » y reste inexpliqué et plutôt qu'à tenter de décrire « ce qu'est la femme », Freud s'attache à comprendre « comment elle le devient ».

#### Rétrospective Beauvoir / Freud
Dans son texte « Le genre, le sexe, le sexual » (Sexual, 2007), Jean Laplanche rapproche en les opposant les deux phrases respectives de Simone de Beauvoir dans Le deuxième sexe (1949), « on ne naît pas femme, on le devient » et de Sigmund Freud dans les Nouvelles leçons (1933), « Il répond à la spécificité de la psychanalyse de ne pas prétendre décrire ce qu'est la femme — tâche dont elle ne pourrait guère s'acquitter —, mais d'examiner comment elle le devient », énoncé précurseur de celui de Beauvoir, « assez proche, mais différent ». En quoi, les deux énoncés, se demande Laplanche, « sont-ils proches, en quoi sont-ils lointains? » Ils sont lointains, propose-t-il, « en ce que, d'une certaine façon, Beauvoir [...] se montre plus “naturaliste” que Freud » : dans son énoncé, « femme » est admis comme un être, un donné, « comme une sorte de nature, un donné brut qu'évidemment on est amené à reprendre subjectivement, pour le devenir, ou pour le refuser », c'est en cela qu' « Elle le devient ». Au contraire, poursuit Laplanche, l'énoncé de Freud « est complètement contradictoire » dans la mesure où il « nous dit : “Elle devient ce que nous sommes incapables de définir” ». Et Laplanche ajoute : « D'une certaine façon, Freud est ici plus existentialiste que Simone de Beauvoir ».

#### Liaison à la mère
L'accent est mis sur l'« attachement préœdipien de la fille à sa mère et la fréquence de sa transformation en haine lorsque s'organise l' “envie du pénis” ». Freud rattache désormais « l'origine des fantasmes de séduction » au lien tendre précoce à la mère et aux soins corporels qui l'accompagnaient . Roudinesco et Plon considèrent que dans ce texte, Freud « ne bouleverse en rien sa thèse de la libido unique et sa conception phalliciste », d'où la critique qu'il encourra lorsque la question de la sexualité sera à nouveau discutée en psychanalyse, puis dans les travaux féministes.

#### L' «énigme de la femme»
Face à l'« énigme de la femme », Freud conclut : « Si vous voulez en savoir plus sur la féminité, interrogez vos propres expériences de la vie, ou adressez-vous aux poètes, ou bien attendez que la science puisse vous donner des renseignements plus approfondis et plus cohérents ».

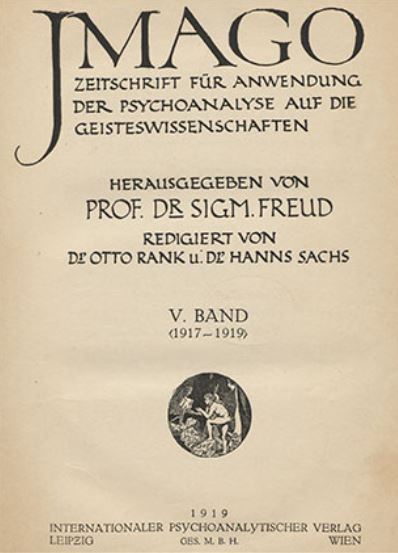
Imago est, selon son sous-titre, une « revue de psychanalyse appliquée aux sciences de l'esprit » (Zeitschrift für die Anwendung der Psychoanalyse auf die Geisteswissenschaften).

### La trente-quatrième conférence:  «Éclaircissements, applications, orientations»
Après un retour sur les dissidences qui ont marqué l'histoire de la psychanalyse, trois questions d'ordre pratique sont traitées : 
1. la place de la psychanalyse et son accueil dans la société, y compris les réactions des psychanalystes face à cette réalité[16].
2. la reconnaissance et la justification de la démarche analytique ainsi que ses modalités d'inscription dans le domaine des sciences de l'esprit (Geisteswissenschaften) : il s'agit de la psychanalyse appliquée. Freud évoque plus particulièrement les questions pédagogiques et éducatives, auxquelles il s'est trouvé sensibilisé par sa fille Anna et par August Aichhorn[16].
3. les problèmes relatifs à la psychanalyse comme thérapie. Même si Freud montre peu d'enthousiasme pour celle-ci[16], il n'empêche, écrit-il, que : « comparée aux autres procédés de la psychothérapie, la psychanalyse est, sans aucun doute, le plus puissant »[11]. Des questions techniques sont évoquées comme les indications d'utilisation de la psychanalyse et la durée du traitement[16].

### La trente-cinquième conférence:  «Sur uneWeltanschauung»
Dans cette dernière conférence, qui avait été écrite en premier, Freud « dénie à la psychanalyse la prétention d'apporter une nouvelle vision du monde », dans la mesure où « sa seule visée est scientifique » : c'est en cela qu'elle se distingue des religions et de la philosophie, ainsi que  des idéologies politiques (il donne l'exemple du bolchevisme). Pour Élisabeth Roudinesco et Michel Plon, « la dernière leçon constitue l'un des textes les plus célèbres de Freud ».

Le terme allemand Weltanschauung étant assez difficile à traduire, Freud en donne sa définition : « ... une Weltanschauung est une construction intellectuelle qui résout, de façon homogène, tous les problèmes de notre existence à partir d'une hypothèse qui commande le tout, où, par conséquent, aucun problème ne reste ouvert, et où tout ce à quoi nous nous intéressons trouve sa place déterminée ». À la question fréquemment posée : « la psychanalyse constitue-t-elle une conception du monde (Weltanschauung) ou y conduit-elle ? », la position freudienne est nette : « en tant que démarche scientifique, en tant que “psychologie de l'inconscient”, la psychanalyse n'est pas et ne peut pas être une conception du monde, elle ne peut que faire sienne la Weltanschauung de la science dont la définition est beaucoup moins ambitieuse ». Freud, cité ici par A. de Mijolla, conclut cette trente-cinquième et dernière conférence par « un hymne à la science, à laquelle la psychanalyse doit se rattacher » : 

« Une Weltanschauung édifiée sur la science a — excepté l'accent mis sur le monde extérieur réel — essentiellement des traits négatifs comme la soumission à la vérité, le refus des illusions. Celui qui, parmi nos semblables, est insatisfait de cet état de choses, celui qui demande plus pour son apaisement immédiat, n'a qu'à se le procurer là où il le trouve. »

— Sigmund Freud